# شهرستان اکلو
شهرستان اکلو (به فرانسوی: Eeklo) در استان فلاندری شرقی  در منطقه فلاندری در کشور بلژیک واقع شده‌است.